# Philipp Scholz
Philipp Scholz (* 14. Juli 1990 in Dresden) ist ein deutscher Jazzmusiker (Schlagzeug).

## Leben und Wirken
Scholz besuchte das Sächsische Landesgymnasium für Musik. Ab 2008 studierte er Jazzschlagzeug an der Musikhochschule Leipzig
bei Heinrich Köbberling. 
Scholz gehörte 2010 und 2011 dem Bundesjazzorchester an. Mit Robert Lucacius Castravez trat er 2009 bei den Leverkusener Jazztagen auf. Gegenwärtig spielt er unter anderem in den Formationen PLOT (mit Sebastian Wehle und Robert Lucaciu) und BabY BoOmer (mit Robert Lucaciu und Werner Neumann) und ist Mitglied der Bigband Spielvereinigung Süd. Auch arbeitet er mit Antonia Hausmann im Duo und in deren Quartett. Ferner trat er mit Musikern wie Wolfgang Muthspiel, Jürgen Friedrich, Jonas Timm und Nicolai Thärichen auf.

## Preise und Auszeichnungen
Scholz wurde mit mehreren Nachwuchspreisen ausgezeichnet, unter anderem 2007 des Sächsischen Staatsministeriums für Wissenschaft und Kunst. 2007 erhielt er mit Flaura & Phona einen Studiopreis beim Bundes-Wettbewerb Jugend jazzt, aber auch einen Solistenpreis. Im November 2014 gewann die Band PLOT den Jungen Münchner Jazzpreis. Mit dem Quartett Lobster von Damian Dalla Torre erreichte er 2019 den dritten Preis beim Europäischen Burghauser Nachwuchs-Jazzpreis.

## Diskografische Hinweise
- Flaura & Phona: Magisches U (Eigenvertrieb, 2009, mit Samuel Dobernecker, Sebastian Scobel, Robert Lucaciu)
- Castravez: Tagtraum (Egolaut Leipzig, 2011)
- Das blaue Pony Zweigedanken (Unit Records, 2014, mit Sebastian Wehle, Johannes Moritz, Robert Lucaciu)[7]
- Plot: Tightrope (WhyPlayJazz, 2015)
- Nautilus Infrablue (Two Rivers Records, 2016, mit Hayden Chisholm, Jürgen Friedrich, Robert Lucaciu)
- Nora Gomringer & Philipp Scholz Peng Peng Peng (Voland & Quist 2017)